# Joe Lawson
Joseph Emmanuel Lawson III (* 14. September 1992 in Indianapolis) ist ein US-amerikanischer Basketballspieler.

## Laufbahn
Lawson betrieb als Schüler Basketball, American Football und Leichtathletik. Von 2010 bis 2012 gehörte er dann zur Basketballmannschaft der Indiana University Southeast in der zweiten NAIA-Division, ehe er an die University of Indianapolis (zweite NCAA-Division) wechselte. Dort setzte er zunächst die Saison 2012/13 aus und kam dann bis 2015 in 60 Spielen zum Einsatz, in denen er im Durchschnitt 17,3 Punkte sowie 7,1 Rebounds und 1,5 geblockte Würfe verbuchte.
In der Sommerpause 2015 wechselte er zum deutschen Verein Gotha Rockets in die 2. Bundesliga ProA. Auf ein Jahr in Thüringen folgten zwei in Sachsen beim BV Chemnitz 99, wo sich Lawson als einer der erfolgreichsten Spieler der 2. Bundesliga ProA auf seiner Position etablierte. In der Saison 2016/17 war er mit einem Punkteschnitt von 15,4 je Begegnung bester Chemnitzer Korbschütze.
Nach einem kurzen Abstecher nach Argentinien im Frühjahr 2018 wurde er vom Bundesliga-Aufsteiger Crailsheim Merlins unter Vertrag genommen. Er bestritt 2018/19 insgesamt 23 Bundesliga-Spiele für Crailsheim, erzielte im Mittel 10,6 Punkte je Begegnung und erreichte mit der Mannschaft am letzten Spieltag den Klassenerhalt.
Im Juni 2019 vermeldete Bundesligist Basketball Löwen Braunschweig Lawsons Verpflichtung. Für die Niedersachsen stand er in 20 Bundesliga-Spielen auf dem Feld (9,2 Punkte, 4,3 Rebounds/Einsatz). Anfang September 2020 wurde er von der mexikanischen Mannschaft Soles de Mexicali aus der Spielklasse Liga Nacional de Baloncesto Profesional (LNBP) verpflichtet. Ende November 2020 ging er nach Chemnitz (mittlerweile in der Basketball-Bundesliga) zurück. Im Juli 2021 ging er zu den Soles de Mexicali zurück.
Im Dezember 2021 wurde Lawson vom finnischen Korisliiga-Teilnehmer Helsinki Seagulls unter Vertrag genommen. Er trug dazu bei, dass die Mannschaft im April 2022 in der finnischen Meisterschaft Bronze gewann. Anschließend spielte er in Uruguay, Ende Januar 2023 wechselte Lawson zum FC Argeș Pitești nach Rumänien und im weiteren Verlauf des Spieljahres 2022/23 zur Mannschaft Auckland Tuatara nach Neuseeland.
Im Sommer 2023 schloss er sich dem bulgarischen Erstligisten Rilski Sportist Samokow an. Er wurde mit der Mannschaft bulgarischer Meister. Anschließend wechselte er zu Fuerza Regia de Monterrey nach Mexiko. Für die Mannschaft bestritt er vier Spiele, danach spielte Lawson im selben Land für El Calor de Cancún. Der US-Amerikaner stand dann bei Al-Hala in Bahrain unter Vertrag.